# 上海総領事館員自殺事件
上海総領事館員自殺事件（シャンハイそうりょうじかんいんじさつじけん）とは、在上海日本国総領事館に勤務していた事務官が2004年に自殺した事件を巡り、中国当局の脅迫が背景にあると指摘されている事件である。

## 事件の経緯
当該職員は在上海日本国総領事館に勤務する当時46歳で既婚の領事であった。彼は総領事館と外務省の間で公電通信事務を担当していた通信担当官（現在、電信官の名称はない）であり、機密性の高い公電文書を扱っていた。報道された杉本信行総領事宛の遺書の内容によると経緯は次のようなものである。
2003年当時、この館員はある中国人女性と交際していた（交際の詳細不明）。彼女は6月に上海市長寧区の虹橋地区にあるカラオケ店において、中国の情報当局により売春容疑で拘束された。当局はこの女性を処罰せずに翌日釈放した。この女性を連絡役として、情報当局は館員と連絡をとるようになった。接触したのは40歳代の「公安の隊長」・唐（名前）と、20歳代の通訳・陸の二名である。
2004年2月20日に、館員の自宅に或る文書が配達された。国家安全部を名乗り、館員、総領事または首席領事のいずれかと連絡を取りたいと要求し、携帯電話の連絡先を記してあった。注として公衆電話を用いること、金曜か日曜の19時から20時の間に連絡することが記されていた。館員が上記の隊長にこの文書について相談すると、隊長は2週間後に、文書の作成者を逮捕したことを告げた。館員の遺書によると、これはすべて彼らが仕組んだことだとこのとき気付いた、とある。つまり「逮捕」は館員に恩を売るための芝居であった。
これを機にして、隊長は態度を急変させ、在ユジノサハリンスク日本国総領事館への異動が決定した館員に対し、5月2日に「なぜ黙っていたのだ」（中国語で書かれた総領事館の全館員の名簿を見せ）「出身官庁を教えろ」と詰め寄った。さらに「おまえが電信官であることも、その職務の内容も知っている」「館員が接触している中国人の名を言え」「我々が興味を持っていることがなんであるのか分かっているんだろう」「国と国との問題になる」「仕事を失い、家族はどうなるのだ」などと、3時間に渡り脅迫した。館員は一旦協力に同意し、隊長に対し同月6日の再会を約束した。
その後この館員は、中国側がさらに重要な情報である領事館の情報システムを要求することになるであろうと考えた。外交の世界では「公電」という暗号化した電報を使って本国とやり取りを行う。領事館の暗号システムが中国側に漏洩していれば、日本領事館（場合によっては他の在外公館も）の動きや外務省の意思は全て中国側に筒抜けになり、外交の上で決定的に不利な状況に置かれる恐れがあった。
結局、館員は同月5日に合計5通の遺書を綴り、6日午前4時頃、領事館内の宿直室で自殺した。総領事あての遺書には「一生あの中国人達に国を売って苦しまされることを考えると、こういう形しかありませんでした」「日本を売らない限り私は出国できそうにありませんので、この道を選びました」と記されていた。

## 日本国政府の対応
遺書により自殺の経緯を知った外務省は、これが領事関係に関するウィーン条約（外交官の権利等について定めた国際条約）に違反すると考え、中華人民共和国に対して、2度に渡り口頭で抗議および真相の究明を要求した。しかし事件の公表は行わず、内閣総理大臣小泉純一郎にも報告はされなかった。後に外務省は遺族への配慮および、情報に関わる問題については表に出さないことが原則である為に公表を差し控えた、とコメントしている。
総領事から事件の一報を受けた外務省においては、当日の内に北島信一官房長、竹内行夫事務次官、それに川口順子外務大臣へと順に報告が行われた。協議を経て、数日後には伊原純一監察査察担当参事官をリーダーとする調査団を中国へと派遣することが決定した。内閣の情報機関である内閣情報調査室も調査に乗り出し、国際部門主幹が密かに現地入りした。彼らは館員達の事情聴取と資料の調査を行い、事件の損害評価と実態解明を行った。その結果、館員の自殺は中国当局の脅迫に由来するものであるという結論が下された。この情報は外相、内閣情報官、官房副長官までは報告されたが、首相には報告されなかった。
調査の結果を受けて、5月中旬には在中国日本国大使阿南惟茂から外交部副部長だった王毅（後に駐日特命全権大使、中華人民共和国外交部部長に就任）への抗議を行うことが決定されたが、王毅副部長は直前に病気で入院し、代理として堀之内秀久公使がカウンターパートである孔鉉佑アジア司副司長に、上記のような抗議を行った。

## 週刊文春の報道
事件から2年余り過ぎた、2005年12月27日発売の週刊誌・週刊文春（2006年1月5/12日新年特大号）の最終ページの項での掲載が、この事件の一報となった。『小泉首相、麻生外相も知らない「国家機密漏洩事件」』と題されたスクープ記事では、外務省職員からの取材を基にしたとされる事件の概要および、日本国政府首脳への取材内容が記されている。
事件発生当時、官房長官を務めていた福田康夫および、外務省が抗議を行った時点での官房長官細田博之は、週刊文春の取材に対して、外務省からの報告は受けていない、と述べている。さらに、川口順子外務大臣の後任である町村信孝や麻生太郎にも、事件についての引き継ぎはまったくなされていないことが明らかとなった。
外務省関係者のコメントとしては、杉本信行総領事は病気療養中、伊原純一駐米公使（監察査察担当参事官より異動）は、事件の発生と自身の調査団としての派遣を認めたが、北島信一OECD大使（官房長より異動）は、「ちょっと記憶にない」「上海総領事館の方ですか？ ちょっと覚えていない」と述べたと記されている。

## 報道後における日中両政府の対応
週刊文春のスクープ記事を受けて、日本の主要報道機関および海外の一部のメディアも、事件の報道を行ったが、その内容は、週刊文春の記事を大きく超える物ではなかった。日本国外務省では、文春の発売日の翌日12月28日に開かれた、報道官の定例記者会見において、館員の自殺の事実およびその原因として「現地の中国側公安当局関係者による、こうした条約国の義務に反すると見られる遺憾な行為があった」と認めた。また、複数回行われた中国政府への抗議に対して回答が行われていないこと、発表が遅れたのは「遺族の感情に配慮したため」であるとも述べた。
これを受け、駐日本国中華人民共和国大使館は、12月31日に、大使館の公式サイトにおいて、中国当局は事件に何ら責任が無いことに加え、館員の自殺後に、連絡を取り合った日本側が館員は、職務の重圧のために自殺したこと、事件を公表しない様に求めたこと、日本マスメディアが、事件を報道するのは、日本国政府が故意に中華人民共和国のイメージを落とそうとする意図があるからだ、という主張を掲載した。
日本国外務省は、同日中にプレスリリースとして、日本側が職務の重圧のために自殺したと表明した事実はないことを発表しており、両者による説明は、真っ向から食い違っている。

## その後
2006年3月31日、館員が残した総領事宛の遺書の詳細が、日本の新聞等において報道された。この内容は第一報である「週刊文春」およびその後の報道とほとんど矛盾していない。
また、同年以降も日中両政府は声明において、相手への批判を繰り返し自身の主張を変えていないが、事件が根本的に解決される見込みは立っていない。さらに、同年8月には、この領事館員が出入りしていたカラオケ店を舞台に、自衛官による防衛秘密の漏洩事件も発生した。